# Heazlewoodita
La heazlewoodita és un mineral de la classe dels sulfurs. Rep el seu nom de la seva localitat tipus, al districte de Heazlewood (Tasmània, Austràlia).

## Característiques
La heazlewoodita és un sulfur de fórmula química Ni₃S₂. Cristal·litza en el sistema trigonal. Es troba de manera massiva, en grans fins o compacta; rarament en forma de cristalls diminuts. La seva duresa a l'escala de Mohs és 4. És un mineral semblant a la químicament similar godlevskita.
Segons la classificació de Nickel-Strunz, l'heazlewoodita pertany a «02.B - Sulfurs metàl·lics, M:S > 1:1 (principalment 2:1), amb Ni» juntament amb els següents minerals: horomanita, samaniïta, oregonita, vozhminita, arsenohauchecornita, bismutohauchecornita, hauchecornita, tel·lurohauchecornita, tučekita, argentopentlandita, cobaltopentlandita, geffroyita, godlevskita, kharaelakhita, manganoshadlunita, pentlandita, shadlunita i sugakiïta.

## Formació i jaciments
Acostuma a trobar-se en dunites serpentinitzades i lherzolites, i en ofiolites, probablement d'origen hidrotermal. També se'n troba en xenòlits del mantell, en intrusions màfiques estratificades i en cromitites, on podria tractar-se d'un mineral secundari de baixa temperatura. Sol trobar-se associada a altres minerals com: andradita, awaruïta, magnetita, pentlandita, shandita o diversos minerals del subgrup de la serpentina. Va ser descoberta l'any 1896 a la mina Lord Brassey, al districte de Heazlewood (Tasmània, Austràlia).